# Doktor-Eisenbarth-Schule
Die Doktor-Eisenbarth-Schule besteht aus der Doktor-Eisenbarth-Grundschule und der Doktor-Eisenbarth-Mittelschule in Oberviechtach im Regierungsbezirk Oberpfalz im Landkreis Schwandorf in der Grenzregion zur Tschechischen Republik.

## Schulprofil
Die Schule teilte sich in Grundschule und Mittelschule (vormals Hauptschule), wurde aber mit Beginn des Schuljahres 2016/2017 in eine eigenständige Grundschule und Mittelschule mit jeweils eigener Schulleitung aufgegliedert. Die Grundschule hat derzeit neun Klassen und bietet folgende Angebote: Deutsch-Förderkurse, Deutsch-Vorkurse, enge Zusammenarbeit mit den Kindergärten (Pullenried, Oberviechtach) und der Ganztagsschule, Arbeitsgemeinschaften, Bigband, verlängerte Mittagsbetreuung und Hausaufgabenbetreuung.
Die Mittelschule hat derzeit 20 Klassen mit folgenden Angeboten: Deutsch-Förderkurse,
Arbeitsgemeinschaften, Ganztagsschule und Kooperationen, Benimm- und Tanzkurs. Schüler aus folgenden Kommunen werden an der Doktor-Eisenbarth-Schule unterrichtet: Oberviechtach, Gleiritsch, Niedermurach, Winklarn, Schönsee, Stadlern, Teunz und Weiding.

### Ganztagsbetreuung
Als eine der ersten Schulen in der Region bot die Doktor-Eisenbarth-Schule Oberviechtach eine Ganztagsbetreuung für Schüler an. Offene Ganztagsbetreuung gibt es von der fünften bis zur zehnten Klasse. Die gebundene Ganztagsbetreuung ist an eine Jahrgangsstufe gebunden und wird in mehreren Klassen angeboten.

### Comenius-Projekt 2008–2010
Das Comenius-Projekt war eine multilaterale Partnerschaft zwischen vier Schulen aus vier EU-Ländern:
- Hauptschule Peilstein (Österreich)
- Zakladn skola Pobezovice (Tschechische Republik), mit der auch seit dem Jahre 2000 eine Schulpartnerschaft besteht
- Mittelschule K. Fischnaler (Südtirol/Italien)
- Doktor-Eisenbarth-Schule-Oberviechtach (Deutschland)

„Grenzen überwinden – Kultur bewahren“ lautete der Titel. Zielsetzung war die Planung, Herstellung, Präsentation und Vertrieb eines Jahrbuchs mit regionaltypischen Kochrezepten, Liedern und literarischen Texten. Das rund 200 Seiten umfassende und farbig bebilderte Jahrbuch kann über die Schule bezogen werden.

### Comenius-Projekt 2010–2012
Das Comenius-Projekt findet eine Fortsetzung auf sportlichem Sektor. „Sport ohne Grenzen – mit Faustball, UNI Hockey und Leichtathletik“ lautet der Titel des Projektes mit Partnerschulen aus Österreich und Tschechien.

### Sprachkurse Tschechisch
Seit 2000 wird an der Doktor-Eisenbarth-Schule Oberviechtach eine „Arbeitsgemeinschaft Tschechisch“  durch tschechische Sprachlehrkräfte angeboten.

### Pädagogische Angebote
Verschiedene pädagogische Angebote wie Jugendsozialarbeit an Schulen und Streitschlichter sind fester Bestandteil an der Doktor-Eisenbarth-Schule Oberviechtach. Dazu gehören auch, die SMV (Schülermitverantwortung), Schulsanitäter, Buslotsen, Schülerlotsen und Beratung durch eine Schulpsychologin der Schule. Seit dem Jahre 2007 besteht eine Kooperation mit den „Oberviechtacher Werkstätten“, die zu den „Naab-Werkstätten“ gehören. Dies ist eine anerkannte Werkstatt für behinderte Menschen.

### Berufsorientierung
Ein Schwerpunkt liegt auf dem Bereich Berufsorientierung. Die Doktor-Eisenbarth-Schule war das erste zugelassene ICDL-Prüfzentrum im Landkreis Schwandorf. Die Schule arbeitet eng mit dem Arbeitskreis „SchuleWirtschaft“ und der Bayerischen Wirtschaft zusammen. Mehrere Schülerfirmen bereiten die Schülerinnen und Schüler auf die Berufswelt vor. Diverse berufsbezogene Projekte (Kolping-Bildungswerk Schwandorf) und regelmäßige Berufsorientierungsseminare (Jugendbildungsstätte Waldmünchen) dienen der Berufsfindung. Die Bildungsmesse Schwandorf (Lernende Region) und enge Zusammenarbeit mit der Arbeitsagentur (BIZ: Berufsinformationszentrum) ist fester Bestandteil des Berufsorientierungsangebotes der Doktor-Eisenbarth-Schule. Von der Schule initiierte Berufswahlseminare mit Firmen aus der Region und lehrplanmäßige Betriebspraktika runden das Angebot ab. Im August 2011 beginnt eine Kooperation mit der „Berufsfachschule Oberviechtach“.

### Auszeichnungen
Im Rahmen eines Projekts für gesunde Ernährung erhielt die Doktor-Eisenbarth-Schule den Adelholzner Förderpreis. Die Schülerzeitung „Eisenbarth-Kurier“ und die Online-Version der Zeitung waren mehrfach unter den ausgezeichneten Preisträgern. Beim Gründerspiel der Hans Lindner Stiftung wurde die Schule mehrmals als Regionalsieger und auch als Gesamtsieger des Wettbewerbs ausgezeichnet. Teams der Doktor-Eisenbarth-Schule stellten mehrfach den Oberpfalzmeister in Volleyball und Handball. 2017 wurden Schüler der Doktor-Eisenbarth Mittelschule Bayerns beste „Technik-Scouts“, nachdem sie sich gegen 118 bayerische Schülerteams aus allen Schularten, die beim Berufsorientierungs-Wettbewerb des Bildungswerkes der Bayerischen Wirtschaft teilnahmen, durchgesetzt hatten.

## Förderverein
Um den Erziehungs- und Bildungsauftrag der Schule zu unterstützen, erfolgte 2006 die Gründung eines Fördervereins. Dieser Verein fördert viele Aktivitäten, welche das Schulleben bereichern. So wird manches finanziell möglich, dass sonst nicht umgesetzt werden könnte.

## Geschichte
Das heutige Schulgebäude wurde 1963/64 errichtet. In den Jahren 2009 bis 2011 erfolgte eine Generalsanierung des Bauwerks.
1965 wurde die Schule nach dem in Oberviechtach geborenen Johann Andreas Eisenbarth („Doktor Eisenbarth“, 1663–1727), Handwerkschirurg, Wundarzt und Starstecher benannt.

### Neugliederung 2016
Mit Beginn des Schuljahres 2016/2017 wurde die Doktor-Eisenbarth-Schule in eine eigenständige Grundschule mit eigener Schulleitung und in eine eigenständige Mittelschule mit eigener Schulleitung umgegliedert.

### Schulleiter
- 1965: Herbert Resch, (Schulleitung Knabenschule)[11]
- 1965: Sr. M. Antonetta Streber, (Schulleitung: Mädchenschule)
- 1984–1990: Josef Dietz
- 1990–1999: Michael Reitinger
- 1999–2005: Peter Minsapost
- 2005–2016: Rudolf Teplitzky
- seit 2016: Werner Winderl (MS) und Beate Vetterl (GS)
- seit 2018: Christine Schneider (GS)

## Bildergalerie

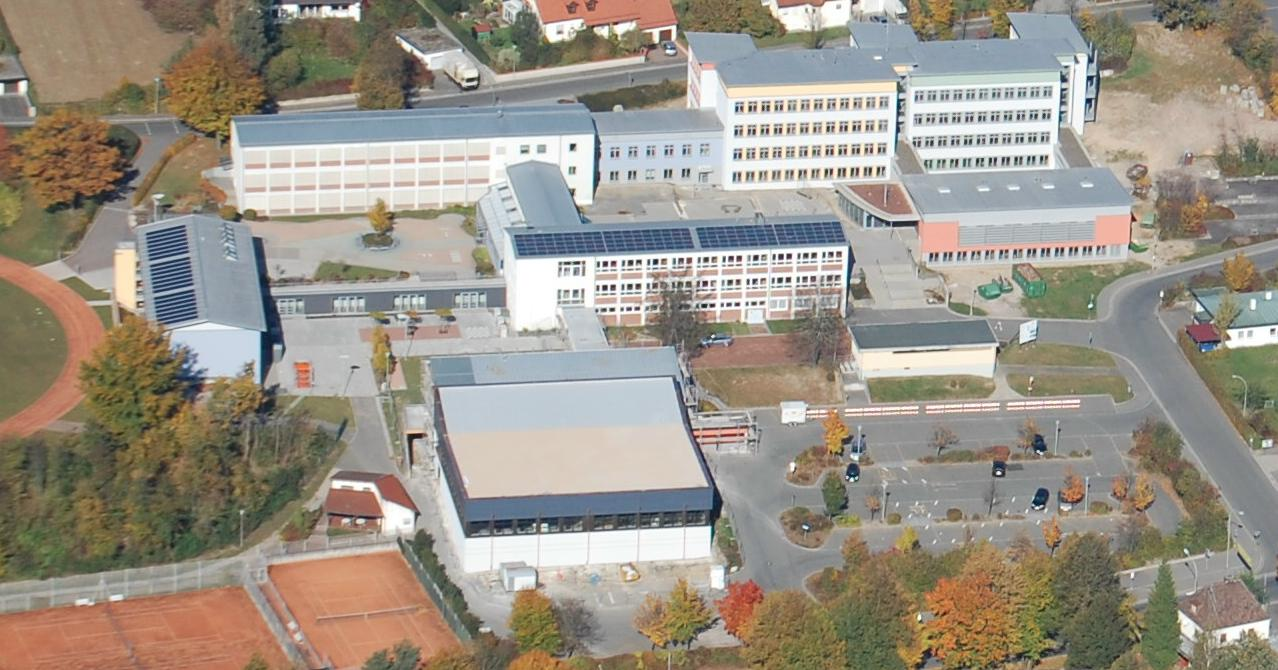
Doktor-Eisenbarth-Grundschule (links) und Mittelschule (rechts)
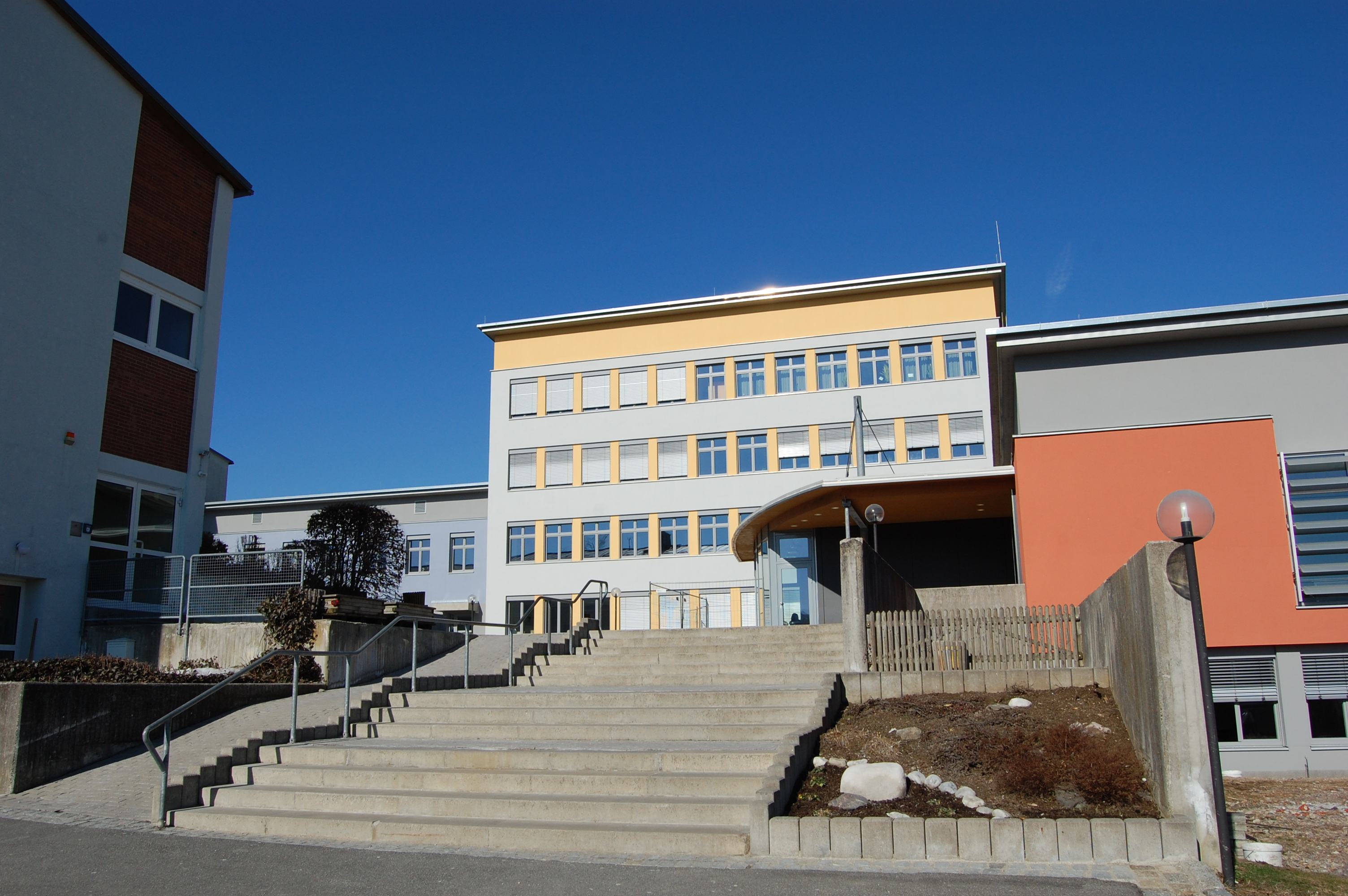
Doktor-Eisenbarth-Mittelschule
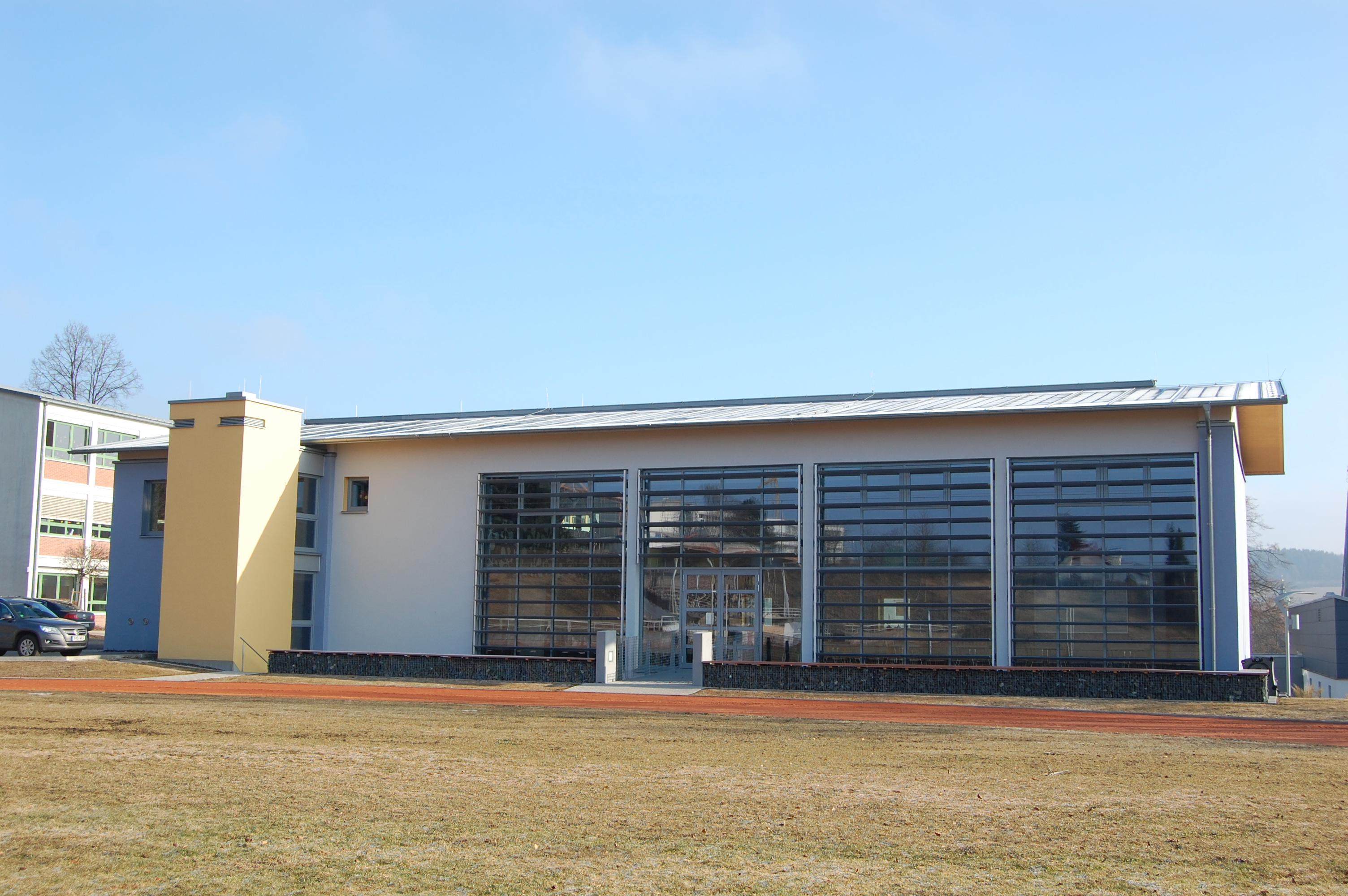
Mensagebäude
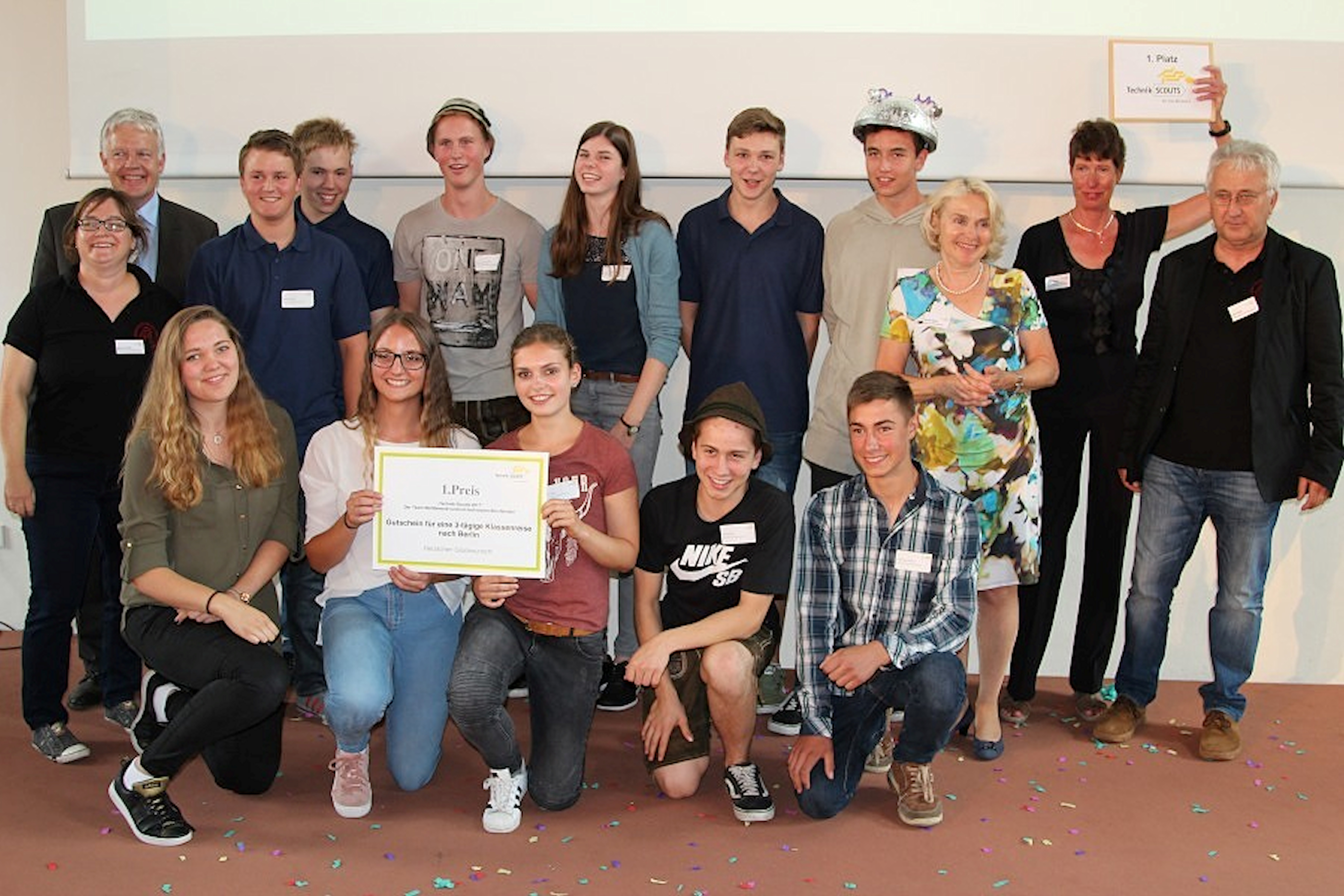
Siegerteam Technik-Scouts (2017)
Schülerzeitung "Eisenbarth Kurier"